# Tonight’s the Night
Az 1975-ös Tonight’s the Night Neil Young nyolcadik nagylemeze. 1973-ban rögzítették, a kiadását két évig halasztották. A Billboard 200 listán a 25. helyig jutott. 2003-ban 331. lett a Rolling Stone magazin Minden idők 500 legjobb albuma listáján. Szerepel továbbá az 1001 lemez, amit hallanod kell, mielőtt meghalsz című könyvben.

## Az album dalai
| 1. | Tonight’s the Night                                           | Neil Young                | 4:39 |
| 2. | Speakin’ Out                                                  | Neil Young                | 4:56 |
| 3. | World on a String                                             | Neil Young                | 2:27 |
| 4. | Borrowed Tune (a The Rolling Stones Lady Jane dalán alapszik) | Neil Young                | 3:26 |
| 5. | Come on Baby Let’s Go Downtown (koncertfelvétel)              | Danny Whitten, Neil Young | 3:35 |
| 6. | Mellow My Mind                                                | Neil Young                | 3:07 |

| 1. | Roll Another Number (for the Road) | Neil Young | 3:02 |
| 2. | Albuquerque                        | Neil Young | 4:02 |
| 3. | New Mama                           | Neil Young | 2:11 |
| 4. | Lookout Joe                        | Neil Young | 3:57 |
| 5. | Tired Eyes                         | Neil Young | 4:38 |
| 6. | Tonight's the Night—Part II        | Neil Young | 4:52 |

## Közreműködők
- Neil Young – ének, zongora, gitár, szájharmonika, vibrafon
- Ben Keith – pedal steel gitár, vokál, slide gitár
- Nils Lofgren – gitár, zongora, vokál
- Danny Whitten – gitár, vokál
- Jack Nitzsche – elektromos zongora, zongora
- Billy Talbot – basszusgitár
- Tim Drummond – basszusgitár
- Ralph Molina – dob, vokál
- Kenny Buttrey – dob
- George Whitsell – vokál

### Együttesek
- Neil Young and The Santa Monica Flyers – első oldal: 1, 2, 3, 6; második oldal: 1, 2, 5, 6
- Neil Young and Crazy Horse – első oldal: 5
- Neil Young with The Stray Gators – második oldal: 4

## Fordítás
Ez a szócikk részben vagy egészben a Tonight's the Night (Neil Young album) című angol Wikipédia-szócikk ezen változatának fordításán alapul.  Az eredeti cikk szerkesztőit annak laptörténete sorolja fel. Ez a jelzés csupán a megfogalmazás eredetét és a szerzői jogokat jelzi, nem szolgál a cikkben szereplő információk forrásmegjelöléseként.